# Даме
Даме (яп. 駄目), свобода, ступінь вільності, точка дихання — незайнятий пункт, дотичний до каменя або групи каменів у го. Згідно з правилами, для захоплення групи ці пункти мають бути заповнені. 
Також під даме розуміють незайнятий пункт, що не оточений живими каменями одного кольору. 
За японськими правилами, нейтральні пункти не приносять очок, але мають бути почергово заставлені гравцями у кінці гри. За китайськими, інгівськими та AGA правилами рахується кожний живий камінь на дошці, тому ходи у такі пункти приносять очки.